# シクロヘプタトリエン
シクロヘプタトリエン (cycloheptatriene) は、外見は無色の液体で、分子式が C7H8 と表される七員環構造を持つ炭化水素。特徴的な構造により構造化学や反応化学の研究対象とされてきた。有機金属化学ではトロピリウムイオンなどの配位子の前駆体として用いられる。
シクロヘプタトリエンはπ電子の共役系にメチレン基 (-CH2-) が挟まっているため芳香族化合物ではなく、その環は平面状ではない。メチレン基からヒドリドイオン (H-) を除去すると残されたカルボカチオン炭素上に空のp軌道が現れπ電子系との共役系が環を作るため、芳香族性を得る。そのとき発生するシクロヘプタトリエンカチオンは、トロピリウムイオンとも呼ばれ、構造は平面状である。実際的な手法では、シクロヘプタトリエンを五塩化リン (PCl5) で酸化してトロピリウムイオンとする。
1881年にアルベルト・ラーデンブルクがトロピンの分解によりシクロヘプタトリエンを発見した。その後、1901年にリヒャルト・ヴィルシュテッターにより同じ化合物がシクロヘプタノンを原料として合成され、七員環を持つ分子構造が証明された。
実験室的にシクロヘプタトリエンはベンゼンとジアゾメタンとの光反応や、シクロヘキセンとジクロロカルベンとの付加体の熱分解によって得られる
ほか、シクロヘプタトリエン誘導体を得る方法に、Buchnerの環拡大反応が知られる。ベンゼンをジアゾ酢酸エチルと反応させ、ノルカラジエン（ビシクロ[4.1.0]ヘプタ-2,4-ジエン）の酢酸エチル誘導体に変える。これを熱で転位させて環が拡大したシクロヘプタジエン酢酸エチルを得る。

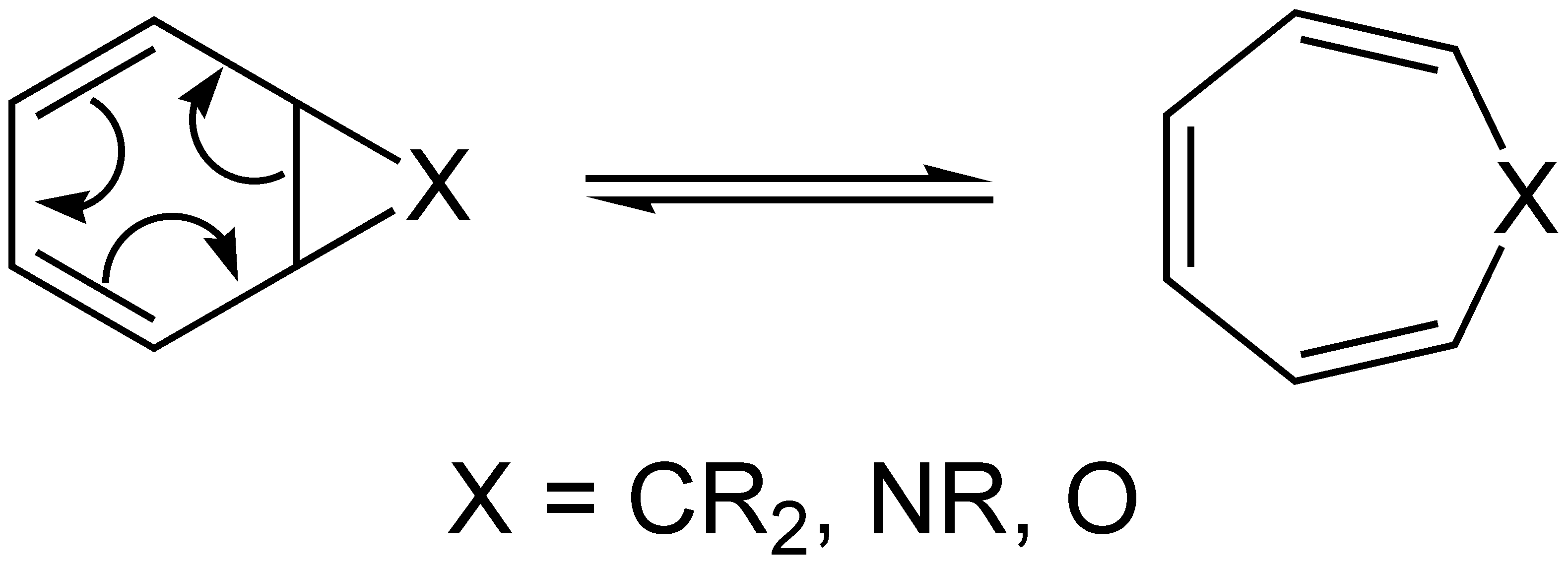
ノルカラジエンからシクロヘプタトリエンへの環拡大反応。X = CHCO_{2}Et

シクロヘプタトリエンやシクロオクタテトラエンはローダミン6Gの三重項のクエンチャーとして色素レーザーで用いられる。